# Coup de Soleil
Le Coup de Soleil (dt. «Der Sonnenbrand») war ein Kabarett in Lausanne, das 1940 von Jean Villard (1895–1982, mit dem Pseudonym Giles) und Edith Burger (1906–1948) gegründet wurde und während des Zweiten Weltkriegs als ein Ort der Freiheit, des frankophilen Geistes und der Résistance bekannt war. Das Kabarett befand sich im Kellergeschoss des Hauses Rue de la Paix 3. Die Dekorationen schuf der Illustrator Marcel Vidoudez (1900–1968). Zu seinen Gästen zählte auch Édith Piaf, die Interpretin seiner wohl berühmtesten Komposition mit dem Titel Les trois cloches („Die drei Glocken“, dt. unter dem Titel: Wenn die Glocken hell erklingen), die sie mit der Gruppe Les compagnons de la Chanson sang.
 

Der deutsche Botschafter des Nazi-Regimes in Bern, Otto Carl Köcher, betrachtete Jean Villard als «Deutschlands Feind Nr. 1 in der Schweiz»: 

„L’esprit frondeur et antitotalitaire qui crépite au Coup du Soleil n’échappe pas aux nazis. Leur ambassadeur à Berne désignera ainsi Jean Villard-Gilles comme «l’ennemi No 1 de l’Allemagne en Suisse».“

1947 erschien eine Anthologie mit Chansons aus dem Kabarett. 1948 starb Edith Burger.